# Massicus pascoei
Massicus pascoei  là một loài bọ cánh cứng trong họ Cerambycidae.